# Сустро, Марк
Марк Сустро́ (фр. Marc Soustrot; род. 15 апреля 1949, Лион) — французский дирижёр. Брат трубача Бернара Сустро.
Окончил Лионскую консерваторию по классам фортепиано и тромбона, а затем класс дирижирования Манюэля Розенталя в Парижской консерватории. Некоторое время работал ассистентом Андре Превина в Лондонском симфоническом оркестре, в 1975 году выиграл Безансонский международный конкурс молодых дирижёров.
В 1976 г. занял пост руководителя Филармонического оркестра Страны Луары и руководил им до 1994 года. Одновременно в 1978—1986 гг. руководил оперой в Анжере, а в 1986—1990 гг. в Нанте. В 1995 г. занял сразу два поста, возглавив эйндховенский Брабантский оркестр и став генеральмузикдиректором Бонна (с руководством оркестром Бетховенхалле); в 2003 г. оставил второй из этих двух постов, продолжая нередко выступать с германским коллективом в качестве приглашённого дирижёра, а в 2006 г. и первый.
Сустро считается специалистом по французскому репертуару: среди его записей — Симфония Жоржа Бизе, сочинения Камиля Сен-Санса, Мориса Равеля, Клода Дебюсси, Филиппа Гобера и др. В опере Сустро много работал с произведениями Жака Оффенбаха; в то же время признание получила его работа с «Лулу» Альбана Берга и «Карлом V» Эрнста Кшенека.